# .sc
‎.sc‏ دامنه اختصاص داده شده به جزایر سیشیل در اقیانوس هند است.سیشیل کشوری مستقل است.